# Oskaras Koršunovas
Oskaras Koršunovas (né à Vilnius le 6 mars 1969) est un metteur en scène et directeur lituanien de théâtre.

## Biographie
Oskaras Koršunovas est diplômé en 1993 de l’Académie de musique et de théâtre de Lituanie à Vilnius avec un diplôme de master de mise en scène. C’est au théâtre national de Lituanie qu’il commence par monter la plupart de ses spectacles, parmi lesquels Là, être ici de Daniil Harms et Aleksandr Vvedensky.
En 1998, il fonde le Oskaras Korsunovas Théâtre (OKT). Korsunovas y invite des metteurs en scène et va y construire un répertoire comprenant à la fois du théâtre contemporain et des mises en scène classiques. Son théâtre vise à mettre en exergue ce qui est universel et intemporel dans les classiques. Les pièces contemporaines doivent selon lui refléter le présent et alerter sur l'avenir.
Oskaras Koršunovas a monté des spectacles en France, en Allemagne, en Italie, au Portugal, en Australie, au Japon, en Chine, en Israël, en Corée du Sud, au Brésil, en Argentine et aux États-Unis. Il a également participé à des festivals à travers le monde, dont le Festival international d'Édimbourg et le Festival d'Avignon où il a été invité à cinq reprises à monter des spectacles. En 2006, il a reçu le Prix Europe Réalités Théâtrales, à Turin. En décembre 2007, il a également été invité par la Comédie-Française à mettre en scène La Mégère apprivoisée de Shakespeare. En 2009, Oskaras Korsunovas est fait chevalier des Arts et des Lettres.
Parmi les différentes pièces mises en scène par Oksaras Korsunovas, la littérature russe tient une place très importante : il a notamment mis en scène Le Maître et Marguerite de Boulgakov, des textes de Daniil Harms, La Mouette de Tchekhov ou bien encore Le Journal d'un fou de Gogol.
En 2018, il présentait au festival d'Avignon Tartufias dont la critique française souligne alors une lecture très politique de la pièce de Molière,,.

## Mises en scène
- 1990 : Là, être ici d'Alexandre Vvedenski et Daniil Harms à l'Académie de musique de Lituanie, Vilnius, Lituanie
- 1992 : The Old Woman de Daniil Harms, Théâtre dramatique national lituanien, Lituanie
- 1994 : Hello Sonia New Year d'Alexandre Vvedenski, Théâtre dramatique national lituanien, Lituanie
- 1995 : Le Hollandais volant, opéra de Richard Wagner, Théâtre national d'opéra et de ballet de Lituanie
- 1997 : P.S. Byla OK de Sigitas Parulskis, Théâtre dramatique national lituanien, Lituanie
- 1998 : Roberto Zucco de Bernard-Marie Koltès, Théâtre dramatique national lituanien, Lituanie
- 1998 : Jelizaveta Bam de Daniil Harms, Théâtre "Studio", Varsovie,     Pologne
- 1998 : Coco de Bernard-Marie Koltès, OKT, Vilnius, Lituanie
- 1999 : Shopping and Fucking de Mark Ravenhill, OKT
- 1999 : Le Songe d'une nuit d'été de William Shakespeare, OKT
- 2000 : Vienos nakties susitikimas de Goran Stefanofski, THEOREM
- 2000 : Visage de feu de Marius von Mayenburg, OKT
- 2000 : Le Maître et Marguerite, adapté du roman de Boulgakov, OKT
- 2001 : Le Sanatorium au croque-mort, adapté des nouvelles de Bruno Schulz, Théâtre "Studio", Varsovie, Pologne
- 2001 : We are not Cookies, adapté des textes de Daniil Harms et Aleksandr Vvedensky, Théâtre National d'Oslo, Norvège
- 2001 : Parasites de Marius von Mayenburg, OKT
- 2002 : Manque de Sarah Kane, OKT
- 2002 : Œdipe roi de Sophocle, OKT
- 2003 : Hiver de Jon Fosse, Théatre national d'Oslo, Norvège
- 2003 : Purifiés de Sarah Kane, Théâtre dramatique royal de Stockholm, Suède
- 2003 : The Most Excellent and Lamentable Tragedy of Romeo and Juliet de William Shakespeare, OKT
- 2004 : L'Enfant froid de Marius von Mayenburg, Klaipėda Drama Theatre, Lituanie
- 2004 : Cantio de Sharon Lynn Joyce et Vykintas Baltakas, OKT
- 2004 : Loneliness for Two de Sigitas Parulskis, festival Gaida
- 2005 : City de Yevgeni Grishkovets, OKT
- 2005 : Death of Tarelkin de A. Suchov-Kobylin, Théâtre de Moscou "Et-cetera", Russie
- 2005 : Based on a truth Story d'Almir Imsirevic, Théâtre de Moscou "Et-cetera", Russie
- 2005 : Playing the Victim de Vladimir Presniakov et Oleg Presniakov, OKT
- 2006 : Le Chemin de Damas d'August Strindberg, Théâtre National d'Oslo, Norvège
- 2006 : Make-up Opera de Birutė Mar, Antanas Kučinskas, OKT
- 2006 : La Flûte enchantée, opéra de Mozart, Teatro Regio di Torino, Italie
- 2007 : La Mégère apprivoisée de William Shakespeare, Comédie-Française, Paris
- 2008 : These Eyes de Jon Fosse, projet pour la Capitale européenne de la culture à Stavanger, Norvège
- 2008 : Hamlet de William Shakespeare. OKT
- 2010 : Les Bas-fonds de Maxime Gorki, OKT
- 2010 : La Tempête de William Shakespeare, Théâtre de Reykjavik, Islande
- 2011 : Tartuffe de Molière, Théâtre d'Aarhus, Danemark
- 2011 : Miranda, adaptation de La Tempête de William Shakespeare, OKT
- 2011 : Banishment de Marius Ivaškevičius, Théâtre dramatique national lituanien, Lituanie
- 2012 : Peer Gynt de Henrik Ibsen, Théâtre national d'Oslo, Norvège
- 2012 : Cathedral de Justinas Marcinkevičius, Théâtre dramatique national lituanien, Lituanie
- 2013 : La Dernière Bande de Samuel Beckett. OKT
- 2013 : Fidelio, opéra de Ludwig van Beethoven, Opéra national de Bergen, Norvège
- 2013 : Lost Time, spectacle musical d'après À la recherche du temps perdu de Marcel Proust, festival Gaida, Vilnius, Lituanie
- 2014 : La Mouette de Tchekhov, OKT
- 2014 : Expulsion de Marius Ivaškevičius, Dailes Theatre, Riga, Lettonie
- 2015 : Elisabeth Bam de Daniil Harms, OKT
- 2015 : Martyr de Marius von Mayenburg, Théâtre dramatique national lituanien, Lituanie
- 2015 : Our Class de Tadeusz Słobodzianek, Theatre national d'Oslo, Norvège
- 2016 : La Noce chez les petits bourgeois de Bertolt Brecht, OKT
- 2016 : Mesure pour mesure de William Shakespeare, Théâtre dramatique de Varsovie, Pologne
- 2017 : Dance Delhi d'Ivan Vyrypaev, OKT
- 2018 : Le Journal d'un fou, d'après le roman de Gogol, OKT
- 2018 : Tartufias, d'après Le Tartuffe ou l'Imposteur de Molière

## Citations
- « Le théâtre contemporain doit refléter l’actualité et parfois même être en avance sur le temps, prévoir l'avenir et agir comme un avertissement[1] ».
- « Un théâtre de qualité est toujours en premier lieu un arbitre dans le champ de la morale[8] ».
- « Ce qui m’intéresse au théâtre, c’est de voir se mettre en marche l’imagination collective[10] ».
- « Le théâtre n'est pas un art fixe, comme la sculpture ou les arts plastiques. Le théâtre ne fait pas des images. Il est vivant. Les idées que je donne doivent se mettre à vivre. Sinon cela signifie qu’elles n’étaient pas bonnes[10] ».